# Leichtathletik-Weltmeisterschaften 1993/Hochsprung der Männer

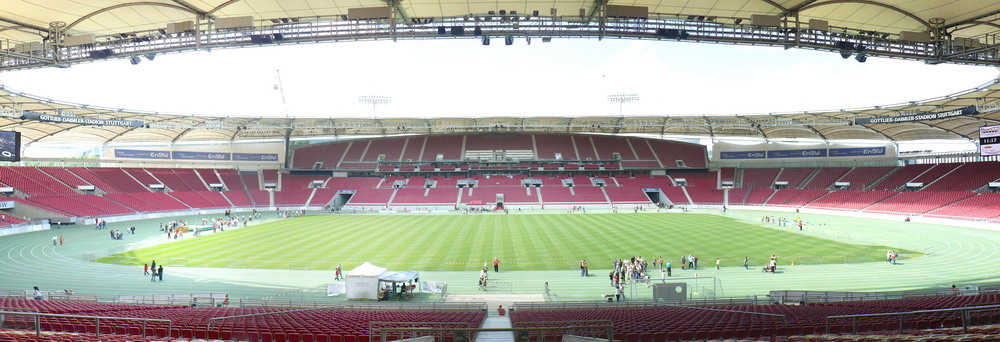
Das Stuttgarter Gottlieb-Daimler-Stadion im Jahr 2007

Der Hochsprung der Männer bei den Leichtathletik-Weltmeisterschaften 1993 wurde am 20. und 22. August 1993 im Stuttgarter Gottlieb-Daimler-Stadion ausgetragen.
Weltmeister wurde der spanische Olympiasieger von 1992, Vizeweltmeister von 1991 und Weltrekordinhaber Javier Sotomayor. Er gewann vor dem Olympiadritten von 1992 Artur Partyka aus Polen. Bronze ging an den Briten Steve Smith.

## Rekorde

### Bestehende Rekorde
| Weltrekord               | 2,45 m | Javier Sotomayor    | Salamanca, Spanien      | 27. Juli 1993     |
| Weltmeisterschaftsrekord | 2,38 m | Patrik Sjöberg      | WM 1987 in Rom, Italien | 6. September 1987 |
| Weltmeisterschaftsrekord | 2,38 m | Hennadij Awdjejenko | WM 1987 in Rom, Italien | 6. September 1987 |
| Weltmeisterschaftsrekord | 2,38 m | Igor Paklin         | WM 1987 in Rom, Italien | 6. September 1987 |
| Weltmeisterschaftsrekord | 2,38 m | Charles Austin      | WM 1991 in Tokio, Japan | 1. September 1991 |

### Rekordverbesserung
Der kubanische Weltmeister Javier Sotomayor verbesserte den bestehenden WM-Rekord im Finale am 22. August um zwei Zentimeter auf 2,40 m.

## Qualifikation
20. August 1993, 17:45 Uhr
38 Teilnehmer traten in zwei Gruppen zur Qualifikationsrunde an. Die Qualifikationshöhe für den direkten Finaleinzug betrug 2,31 m. Niemand musste diese Marke angehen, nachdem zehn Athleten 2,28 m übersprungen hatten. Das Finalfeld wurde durch die beiden danach bestplatzierten Hochspringer mit jeweils übersprungenen 2,25 m ergänzt. So bestritten diese zwölf Hochspringer (hellgrün unterlegt) das Finale am übernächsten Tag.

### Gruppe A

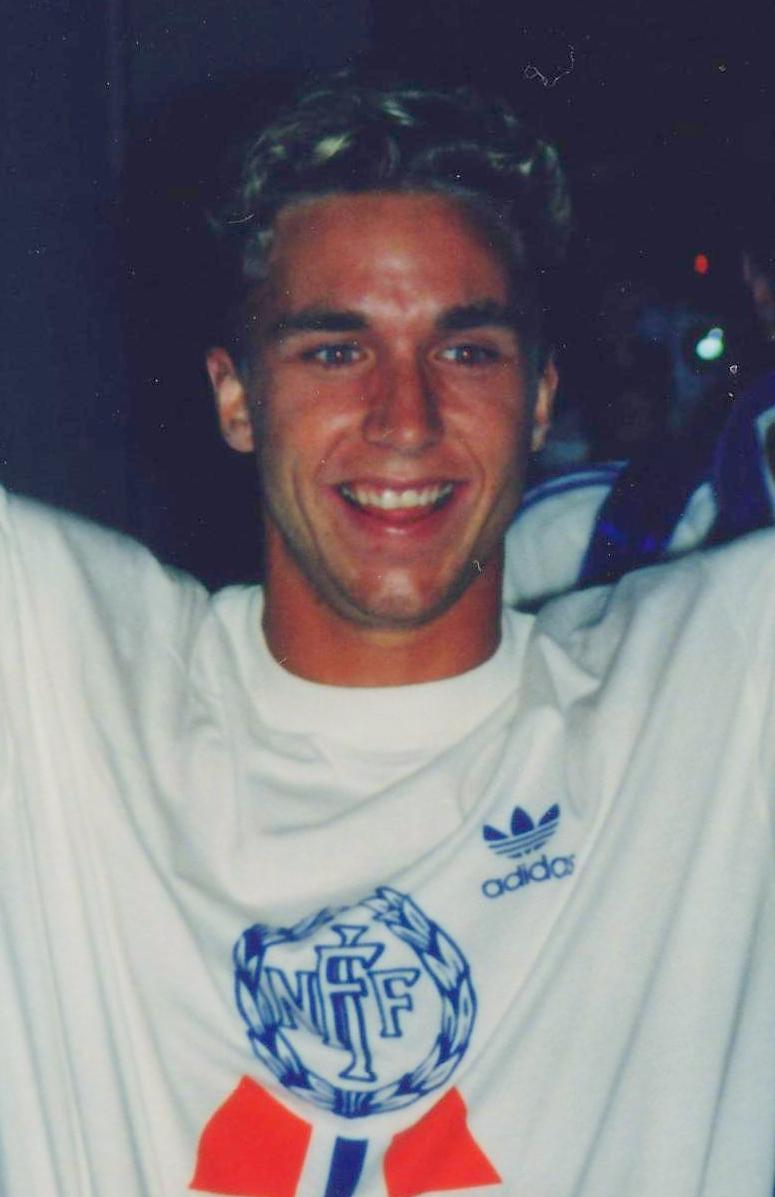
Steinar Hoen – zwei Jahre später Europameister – scheiterte mit 2,25 m in der Qualifikation
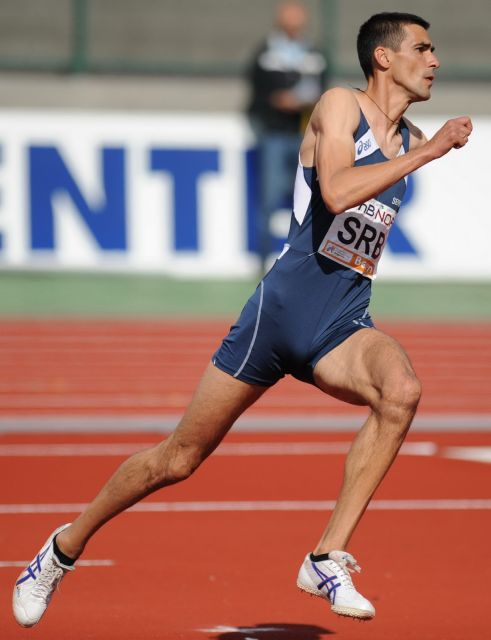
Dragutin Topić schied mit seinen 2,25 m in der Qualifikation aus

| Platz | Name                 | Nation                   | Resultat (m) |
| 1     | Ralf Sonn            | Deutschland              | 2,28         |
| 2     | Artur Partyka        | Polen                    | 2,28         |
| 3     | Hollis Conway        | USA                      | 2,28         |
| 4     | Arturo Ortiz         | Spanien                  | 2,25         |
| 4     | Jean-Charles Gicquel | Frankreich               | 2,25         |
| 6     | Juha Isolehto        | Finnland                 | 2,25         |
| 7     | Dalton Grant         | Großbritannien           | 2,25         |
| 7     | Steinar Hoen         | Norwegen                 | 2,25         |
| 7     | Alexei Jemelin       | Russland                 | 2,25         |
| 10    | Roberto Ferrari      | Italien                  | 2,25         |
| 11    | Brendan Reilly       | Großbritannien           | 2,20         |
| 11    | Lee Jin-taek         | Südkorea                 | 2,20         |
| 13    | Marino Drake         | Kuba                     | 2,20         |
| 14    | Dragutin Topić       | IWP                      | 2,20         |
| 15    | Robert Marinow       | Bulgarien                | 2,15         |
| 16    | Mark Mandy           | Irland                   | 2,10         |
| 16    | Satoru Nonaka        | Japan                    | 2,10         |
| 18    | Fakhr Aldien Gor     | Jordanien                | 2,05         |
| 18    | Karl Scatliffe       | Britische Jungferninseln | 2,05         |
| DNS   | Lambros Papakostas   | Griechenland             |              |

### Gruppe B
| Platz | Name               | Nation         | Resultat (m) |
| 1     | Tony Barton        | USA            | 2,28         |
| 1     | Tim Forsyth        | Australien     | 2,28         |
| 1     | Javier Sotomayor   | Kuba           | 2,28         |
| 1     | Steve Smith        | Großbritannien | 2,28         |
| 5     | Aleh Schukouski    | Belarus        | 2,28         |
| 6     | Troy Kemp          | Bahamas        | 2,28         |
| 7     | Robert Ruffini     | Slowakei       | 2,28         |
| 8     | Wolf-Hendrik Beyer | Deutschland    | 2,25         |
| 9     | Takahisa Yoshida   | Japan          | 2,25         |
| 10    | Rick Noji          | USA            | 2,25         |
| 10    | Alex Zaliauskas    | Kanada         | 2,20         |
| 12    | Xavier Robilliard  | Frankreich     | 2,20         |
| 13    | Gustavo Becker     | Spanien        | 2,20         |
| 13    | Georgi Dakow       | Bulgarien      | 2,20         |
| 13    | Itai Margalit      | Israel         | 2,20         |
| 16    | Othmane Belfaa     | Algerien       | 2,15         |
| 16    | Igor Paklin        | Kirgisistan    | 2,15         |
| 18    | Hugo Muñoz         | Peru           | 2,10         |
| 19    | Antonio Pazzaglia  | San Marino     | 2,05         |
| DNS   | Patrik Sjöberg     | Schweden       |              |

## Legende
Kurze Übersicht zur Bedeutung der Symbolik – so üblicherweise auch in sonstigen Veröffentlichungen verwendet:
| – | verzichtet   |
| o | übersprungen |
| x | ungültig     |

## Finale
22. August 1993, 15:00 Uhr
| Platz | Name                 | Nation         | Resultat (m) | 2,15 m                                  | 2,20 m                                  | 2,25 m                                  | 2,28 m                                  | 2,31 m                                  | 2,34 m                                  | 2,37 m                                  | 2,40 m                                  | 2,46 m                                  |
| 1     | Javier Sotomayor     | Kuba           | 2.40 CR      | –                                       | –                                       | o                                       | –                                       | –                                       | o                                       | o                                       | xo                                      | xxx                                     |
| 2     | Artur Partyka        | Polen          | 2,37 NR      | o                                       | –                                       | xo                                      | –                                       | o                                       | x–                                      | o                                       | xxx                                     |                                         |
| 3     | Steve Smith          | Großbritannien | 2,37 NR      | –                                       | –                                       | o                                       | –                                       | xxo                                     | xo                                      | o                                       | xxx                                     |                                         |
| 4     | Ralf Sonn            | Deutschland    | 2,34         | –                                       | o                                       | –                                       | o                                       | o                                       | o                                       | xxx                                     |                                         |                                         |
| 5     | Troy Kemp            | Bahamas        | 2,34         | –                                       | –                                       | o                                       | –                                       | xo                                      | o                                       | xxx                                     |                                         |                                         |
| 6     | Hollis Conway        | USA            | 2,34         | –                                       | –                                       | xo                                      | –                                       | xo                                      | xo                                      | x–                                      | xx                                      |                                         |
| 7     | Arturo Ortiz         | Spanien        | 2,31         | –                                       | o                                       | –                                       | o                                       | xo                                      | xx–                                     | x                                       |                                         |                                         |
| 8     | Tony Barton          | USA            | 2,31         | o                                       | –                                       | o                                       | o                                       | xxo                                     | xxx                                     |                                         |                                         |                                         |
| 9     | Tim Forsyth          | Australien     | 2,28         | Ablauf in den Quellen nicht aufgelistet | Ablauf in den Quellen nicht aufgelistet | Ablauf in den Quellen nicht aufgelistet | Ablauf in den Quellen nicht aufgelistet | Ablauf in den Quellen nicht aufgelistet | Ablauf in den Quellen nicht aufgelistet | Ablauf in den Quellen nicht aufgelistet | Ablauf in den Quellen nicht aufgelistet | Ablauf in den Quellen nicht aufgelistet |
| 10    | Aleh Schukouski      | Belarus        | 2,28         | Ablauf in den Quellen nicht aufgelistet | Ablauf in den Quellen nicht aufgelistet | Ablauf in den Quellen nicht aufgelistet | Ablauf in den Quellen nicht aufgelistet | Ablauf in den Quellen nicht aufgelistet | Ablauf in den Quellen nicht aufgelistet | Ablauf in den Quellen nicht aufgelistet | Ablauf in den Quellen nicht aufgelistet | Ablauf in den Quellen nicht aufgelistet |
| 11    | Jean-Charles Gicquel | Frankreich     | 2,25         | Ablauf in den Quellen nicht aufgelistet | Ablauf in den Quellen nicht aufgelistet | Ablauf in den Quellen nicht aufgelistet | Ablauf in den Quellen nicht aufgelistet | Ablauf in den Quellen nicht aufgelistet | Ablauf in den Quellen nicht aufgelistet | Ablauf in den Quellen nicht aufgelistet | Ablauf in den Quellen nicht aufgelistet | Ablauf in den Quellen nicht aufgelistet |
| 11    | Robert Ruffini       | Slowakei       | 2,25         | Ablauf in den Quellen nicht aufgelistet | Ablauf in den Quellen nicht aufgelistet | Ablauf in den Quellen nicht aufgelistet | Ablauf in den Quellen nicht aufgelistet | Ablauf in den Quellen nicht aufgelistet | Ablauf in den Quellen nicht aufgelistet | Ablauf in den Quellen nicht aufgelistet | Ablauf in den Quellen nicht aufgelistet | Ablauf in den Quellen nicht aufgelistet |

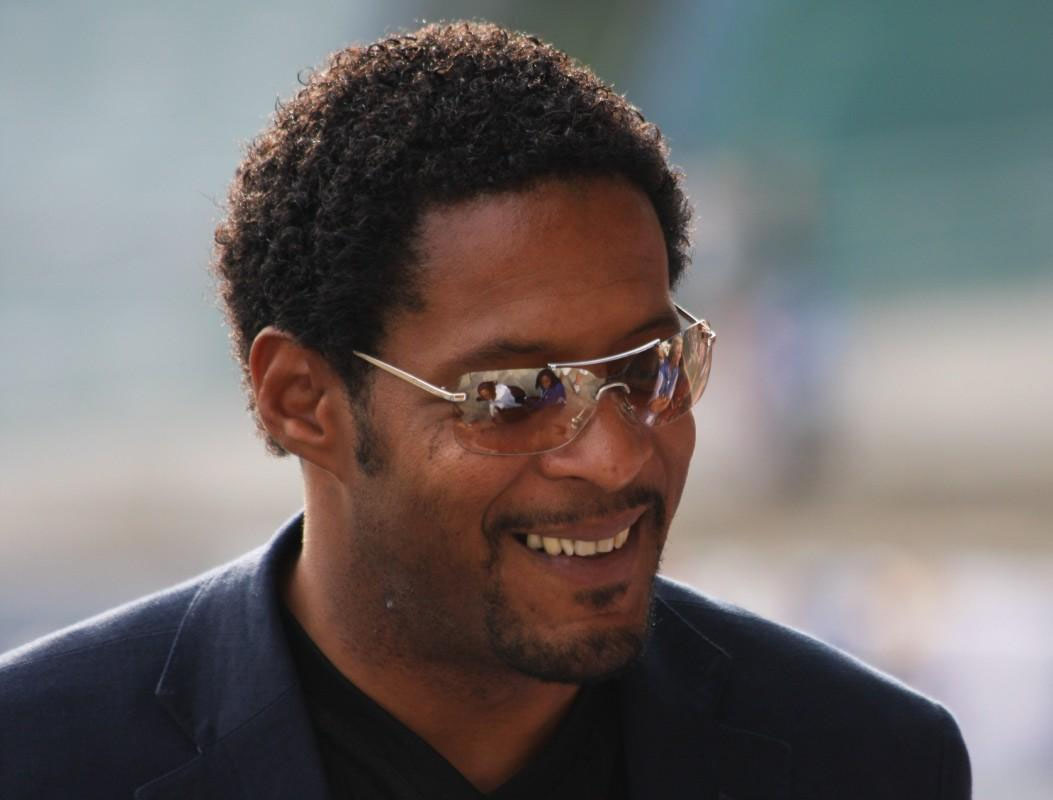
Nach dem Olympiasieg 1992 errang der Weltrekordinhaber Javier Sotomayor (Foto; 2009) nun auch den WM-Titel
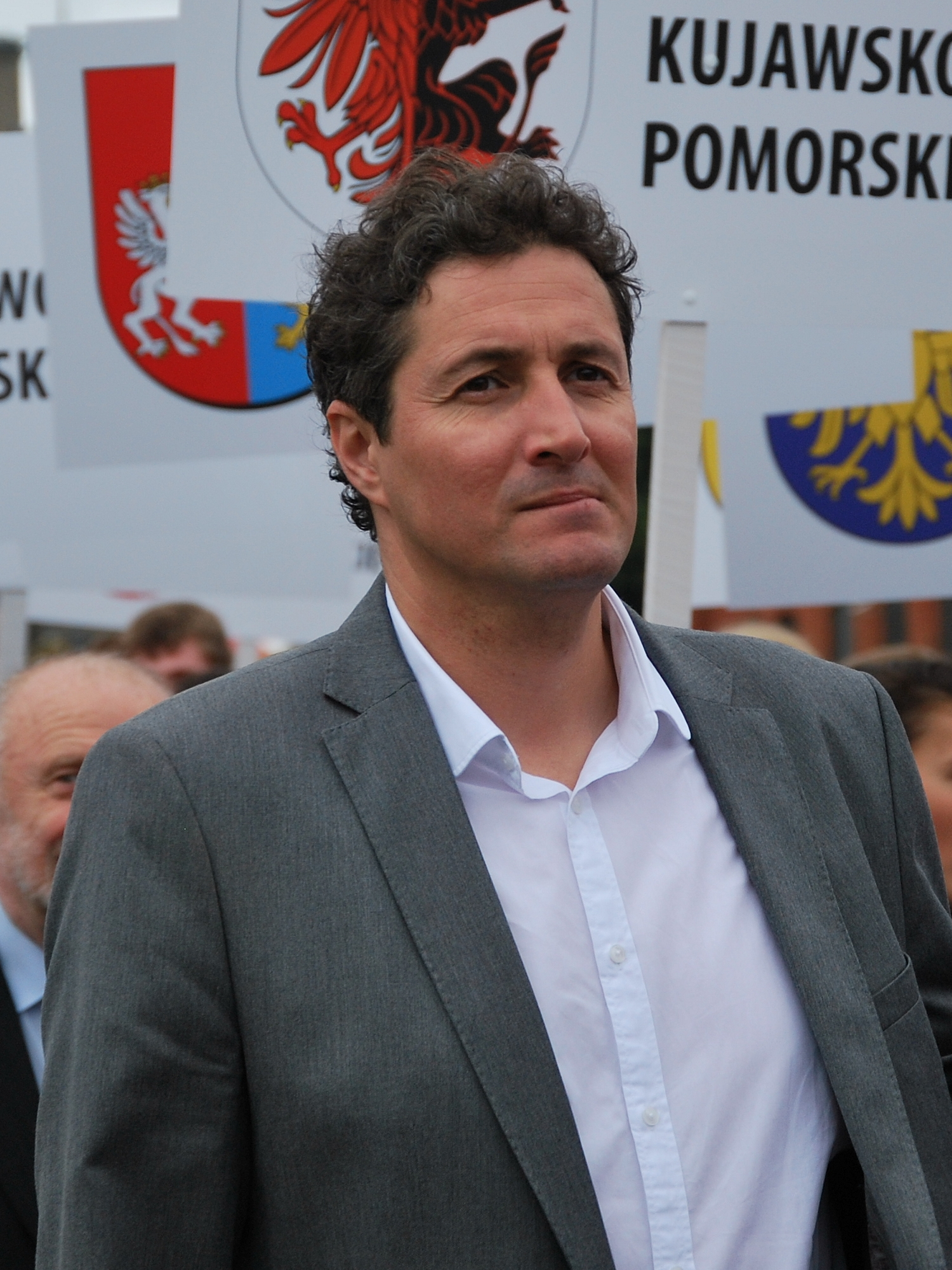
Artur Partyka (hier im Jahr 2013) verbesserte sich von Rang drei bei den Olympischen Spielen 1992 auf den zweiten Platz bei diesen Weltmeisterschaften

## Videolinks
- IAAF WORLD CHAMP. STUTTGART-93-HIGH JUMP MEN (1 OF 3) auf youtube.com, abgerufen am 12. Mai 2020
- IAAF WORLD CHAMP. STUTTGART-93-HIGH JUMP MEN (2 OF 3) auf youtube.com, abgerufen am 12. Mai 2020
- IAAF WORLD CHAMP. STUTTGART-93-HIGH JUMP MEN (3 OF 3) auf youtube.com, abgerufen am 12. Mai 2020